# Оскар (фильм, 1967)
«Оска́р» — французская кинокомедия 1967 года режиссёра Эдуара Молинаро с Луи де Фюнесом в главной роли. Фильм является экранизацией успешной пьесы Клода Манье, поставленной в театре с участием Луи де Фюнеса четырежды — в 1959, 1961, 1971 и 1972 годах.

## Сюжет
Однажды утром выходного дня крупного промышленника Бертрана Барнье (Луи де Фюнес) будит незваный гость. Им оказывается один из его служащих — Кристиан Мартэн (Клод Риш). Цель его визита — попросить прибавку к жалованию с 2 тыс. франков до 6 тыс. франков в месяц. Такое высокое жалование нужно ему для того, чтобы попросить руки его возлюбленной, привыкшей к безбедной жизни. После долгих препирательств, пригрозив уйти к главному конкуренту, Кристиану удаётся заставить прижимистого и изворотливого мсье Барнье выполнить его просьбу, и увеличить жалование до 5,5 тыс. франков в месяц.
Гость, однако, не торопится уходить. Буквально тут же он объявляет, что его возлюбленной является дочь Барнье, и он имеет честь просить её руки. Возмущённый такой наглостью Барнье хочет выкинуть Мартэна вон из дома, но это оказывается не так-то просто. Дело в том, что отношения молодых людей зашли слишком далеко. Кроме того, Мартэн путём махинаций с одним из контрактов на изготовление дверных ручек получил сумму в 65 мл. 800 тыс. старых франков, которые вложил в драгоценности. Поэтому он в состоянии обеспечить дочери Барнье достойное существование и претендовать на получение приданого в размере 40 млн старых франков, а также должность коммерческого директора на предприятиях Барнье.
Барнье собирается звонить в полицию, но настойчивый молодой человек не даёт этого сделать, заявляя, что в таком случае сделает достоянием общественности факт сокрытия от налогов в размере 47 млн в истёкшем году.

## Съёмочная группа
- Режиссёр-постановщик — Эдуар Молинаро
- Авторы сценария
  - Клод Манье (Claude Magnier) — пьеса
  - Эдуар Молинаро, Луи де Фюнес — киноверсия (адаптация) пьесы
  - Жан Ален (Jean Halain) — адаптация пьесы, дополнительные диалоги
- Оператор-постановщик — Раймон-Пьер Лемуань (Raymond-Pierre Lemoigne)
- Монтаж — Моник и Робер Иснардон (Monique et Robert Isnardon)
- Композитор — Жан Марион
- Декорации — Жорж Вакевич

## Прокат
Фильм вышел в прокат в Нидерландах 13 июля 1967 года, во Франции — 11 октября 1967 года, в Дании — 30 мая 1968 года, в СССР — 22 ноября 1968 года (27,2 млн зрителей при общем тираже в 636 копий), в Перу — 20 марта 1969 года.